# Hubert Offermanns
Hubert Offermanns (* 17. Januar 1906 in Neuss; † 10. Juli 1985 ebenda) war ein deutscher Boxer.
Hubert Offermanns war eins von elf Kindern und machte eine Ausbildung zum Klempner und Installateur. Mit 19 Jahren sah er zum ersten Mal einen Boxkampf und fing an, heimlich zu trainieren, da seine Eltern dagegen waren. Schon in seinem ersten Jahr als Boxer kämpfte er um die Neusser Stadtmeisterschaft im Fliegengewicht. Er verlor diesen Kampf, brach sich das Nasenbein und musste eine Woche im Krankenhaus verbringen. Bis 1932 boxte Offermanns, der sehr klein und zierlich war, erfolgreich als Amateur.
1932 beschloss Offermanns, der inzwischen arbeitslos geworden war, Profi zu werden. Im Mai 1932 absolvierte er seinen ersten Kampf als Profi in der Kölner Rheinlandhalle gegen den Lokalmatador Bernhard Schindler und verlor. Ein Grund dafür waren die Trainingsbedingungen bei seinem Verein DJK Rheinkraft Neuss: Als Profi durfte er nicht seinen Amateur-Vereinskollegen gemeinsam trainieren und auch nicht mit ihnen sparren. Nach einigen verlorenen Kämpfen gab ihn die Presse schon auf, bis ihn der Düsseldorfer Manager Peter Kronenberger unter seine Fittiche nahm. In den kommenden Jahren wurde er zum Publikumsliebling, auch aufgrund seines offensiven Kampfstils. Als er 1934 im Düsseldorfer Planetarium gegen Willi Metzner boxte, mussten viele Boxfans wegen der Überfüllung der Halle draußen bleiben.
1935 wurde Hubert Offermanns bei einem Kampf gegen Hubert Ausböck im Münchener Cirkus Krone erstmals Deutscher Meister. Er boxte insgesamt 13-mal um die Meisterschaft und errang den Titel dreimal. 1937 boxte er in Liverpool gegen den englischen Weltmeister Peter Kane. In der zehnten Runde ging der Brite zu Boden, doch wegen des Bruch eines Mittelhandknochens musste Offermanns aufgeben, wurde aber vom Publikum gefeiert.
Der Zweite Weltkrieg beendete Offermanns Karriere. Ein Comeback-Versuch nach der Entlassung aus der Kriegsgefangenschaft schlug fehl.